# Luka Burović
Luka Burović (Perast, 15. rujna 1695. — Perast, 18. listopada 1755.), hrvatski pjesnik. Sin pomorca i pjesnika Nikole.

## Životopis
Rođen u Perastu u poznatoj pomoračkoj obitelji Burović. U Loretu je studirao na Ilirskom kolegiju i doktorirao. Župnik u Dobroti i Lepetanama. Privremeni opat Opatije sv. Jurja na otočiću pred Perastom 1754. godine.
Pisac prigodnica, pjesama u duhu narodne poezije i pohvalnice (Pohvalnica kotorskog biskupa Hijacinta Zanobetti). Dio je napisao nepoznatim vjernicima, a jednu u pohvali popa Antona Kamenarovića iz Dobrote. Gracija Brajković ustvrdio je da je Burović svojeručno upisao dvije svoje pjesme u očevu pjesmaricu. Jedna je uvrštena u antologiju Poezija baroka (Titograd 1976.), sastavljača Brajkovića i M. Miloševića.
Burovićev rad opisali su Srećko Vulović, Pavao Butorac, Gracija Brajković, M. Milošević, Radoslav Rotković i dr.